# El apocalipsis (Star Trek: La serie original)
"El apocalipsis" es el episodio 23 en ser transmitido y también el 23 en ser producido de la primera temporada de Star Trek: La serie original. Fue transmitido por primera vez el 23 de febrero de 1967 y repetido el 20 de julio de 1967, y fue escrito por Robert Hamner y Gene L. Coon, y dirigido por Joseph Pevney.
En la versión Bluray publicada el 28 de abril de 2009 por la Paramount, ASIN: B001TH16DS,el título de este episodio en el audio en español es dado como Una visión de Armagedón.
Resumen: La tripulación del Enterprise visita un planeta cuyos habitantes están en guerra con un planeta enemigo vecino y usan un computador para simularla. La tripulación encuentra que aunque la guerra es simulada a través de simulaciones de computadores, los ciudadanos de cada planeta tienen que someterse a ejecuciones reales usando 'casetas de desintegración' basadas en los resultados de los ataques simulados. La tripulación del Enterprise es atrapada en medio de esto y se les informa que deben someterse voluntariamente a ejecución después de ser declarados como 'muertos' en un 'ataque enemigo'.

## Trama
En la fecha estelar 3192.1, la nave estelar USS Enterprise, bajo el mando del capitán James T. Kirk, está en ruta a Eminiar VII, situado en el cúmulo de estrellas NGC 321, para establecer relaciones diplomáticas con sus habitantes. A bordo se encuentra el embajador Robert Fox, quien ha sido enviado para liderar las conversaciones y establecer las relaciones diplomáticas con Eminiar VII y su planeta hermano, Véndicar.
Se conoce poco acerca de los habitantes de ambos planetas excepto que han tenido viaje espacial intrasistema durante unos pocos siglos, y que cuando estas culturas se contactaron por primera vez, se supo que existía una guerra de larga fecha entre ellas. Poco después la nave estelar de la Federación USS Valiant desapareció misteriosamente y fue reportada como perdida.
Al acercarse al planeta Eminiar, el Enterprise recibe una señal prioritaria indicándole que no se acerque al planeta bajo ninguna circunstancia. El embajador Fox le ordena a Kirk ignorar la advertencia y proceder a investigar. Kirk envía una partida de desembarque, que lo incluye a él mismo, a Spock, y a otros tres tripulantes a la superficie del planeta para encontrarse con los líderes de Eminiar : los representantes, Mea 3 y Anan 7, quienes le advierten fuertemente a Kirk y su partida de desembarque que no deberían haber venido ya que la ciudad acaba de ser atacada por una bomba de fusión de Véndicar que ha matado a medio millón de personas. Curiosamente, todo en la ciudad parece intacto y no existe evidencia visible o lecturas de sensor que muestren que tal ataque ha ocurrido.
La partida de desembarque pronto descubre que toda la guerra entre los dos planetas es completamente simulada por computadores que lanzan ataques y contraataques mediante juegos de guerra, luego calculan los daños y seleccionan muertos. Cuando un ciudadano es reportado como "muerto", debe ir a las casetas de desintegración donde entra para ser desintegrado. Anan 7 le informa a Kirk que los ataques simulados y las ejecuciones resultantes es un sistema de guerra acordado entre ambos lados por medio de un tratado con Véndicar. Una guerra convencional se consideró demasiado destructiva para los ambientes y sociedades de ambos planetas.
Kirk es informado a continuación que durante el último ataque Véndicar el Enterprise fue destruido por un satélite de tri-cobalto, y que toda la tripulación de la nave debe ser exterminada dentro de 24 horas. Aunque la partida de desembarque es exceptuada de la ejecución, son arrestados y mantenidos como rehenes hasta que todos los tripulantes del Enterprise vayan al planeta para su ejecución. Mea 3 también ha sido considerada como una baja.
En un intento de atraer a la tripulación del Enterprise a la superficie del planeta, Anan 7 simula la voz del capitán Kirk y le ordena al Sr. Scott, que se encuentra al mando de la nave, que toda la tripulación baje para celebrar las recientemente establecidas relaciones diplomáticas con la gente de Eminiar. El Sr. Scott no se deja engañar y decide que la voz del capitán sea analizada. Cuando el computador determina que es una falsificación, se da cuenta de que la partida de desembarque, y por extensión la nave, se encuentran en peligro.
Cuando el Sr. Scott rehúsa obedecer la orden, Anan ordena que el Enterprise sea destruida, pero los escudos de la nave repelen fácilmente el ataque. El embajador Fox declara que el ataque debe ser sólo un malentendido cuando conversa con Anan 7. Anan 7 miente y dice que un sensor no funcionó correctamente y mostró que el Enterprise iba a atacar. Anan 7 se disculpa y extiende una amable invitación para que el embajador baje y conversen. El embajador Fox acepta la invitación y le ordena a Scotty que baje los escudos.
Para la indignación de Fox, Scott, con el apoyo del Dr. McCoy, rehúsa obedecer, considerando que el gobierno del planeta obviamente ha capturado a la partida de desembarque, enviado un mensaje falso para atraerlos al planeta y que acaba de disparar a la nave. Después de amenazar a Scott con cargos por insubordinación, Fox y su ayudante se transportan al planeta, donde ellos son rápidamente tomados en custodia y enviados a ser asesinados.
Mientras tanto, Spock y Kirk logran escapar de su celda atacando al guardia y robando su arma. En su camino para escapar, impiden morir a Mea 3, y al mismo tiempo destruyen la cámara de desintegración e inmovilizan a su operador. Después Kirk es capturado de nuevo por Anan 7 mientras está tratando de localizar los comunicadores de la partida de desembarque.
Spock y los otros se disfrazan como Eminianos y rescatan al embajador Fox, destruyendo otra caseta de desintegración en el proceso. Un aplacado Fox acepta que él estaba peligrosamente equivocado acerca de la situación y se ofrece como voluntario para combatir junto al resto de la partida.
Con el capitán Kirk en su presencia, Anan 7 le exige que él ordene a la tripulación de la nave que baje al planeta y acepte su destino como fue determinado por los computadores de los juegos de guerra. Interrumpiendo a Anan 7 Kirk le grita al Sr. Scott que siga la Orden General 24, que consiste en un ataque total al planeta, dentro de dos horas. Kirk le informa a Anan que el Enterprise es más que capaz de destruir todo en la superficie del planeta. Anan aún rehúsa y ordena que el Enterprise sea destruido, pero ésta se ha movido fuera del alcance de las armas del planeta. El Sr. Scott contacta a Anan 7 para informarle que el planeta ha sido explorado, y que el Enterprise lo destruirá si dentro de dos horas los rehenes no son liberados. Aprovechando el estado de agitación entre los consejeros, Kirk logra dominar a los guardias y quitarles sus armas. Ordena a los guardias y a los consejeros que vayan a la puerta justo cuando Spock llega con el embajador Fox.
Kirk y Spock van a la habitación donde se encuentran los computadores de los juegos de guerra, y una vez allí, Kirk los destruye todos mientras Anan mira aterrorizado. Él declara que el planeta está condenado, con el tratado roto, la gente de Véndicar disparará sus armas en la forma convencional nuevamente. De hecho Véndicar ya ha estado en contacto quejándose de la lentitud del gobierno de Anan 7 en cumplir las obligaciones del tratado, causado por la interferencia de Kirk. Ahora, una represalia inmediata con armas reales es inminente.
Kirk alienta a Anan 7 que llame para pedir un cese del fuego para que así los dos planetas, con la ayuda de la Federación, puedan aprender a coexistir en paz. Un desesperado Anan está de acuerdo, y el embajador Fox ofrece de inmediato su asistencia para liderar las negociaciones. Cuando el Enterprise se aleja de la órbita, Fox informa que las negociaciones de paz se están desarrollando relativamente bien.

## Remasterización del aniversario de los 40 años
Este episodio fue remasterizado en el año 2006 y transmitido el 15 de diciembre de 2007 como parte de la remasterización de la Serie Original. Fue precedido una semana antes por la versión remasterizada de "El retorno de los arcontes" y seguido tres semanas más tarde por la versión remasterizada de "El día de la paloma". Además del audio y video remasterizado, y todas las animaciones de la USS Enterprise realizadas por CGI que es el estándar de todas las revisiones, los cambios específicos para este episodio son:
- Al planeta Eminiar VII le fue dada una apariencia terrestre más realista. Los patrones de luces en la superficie provenientes de las áreas densamente pobladas pueden ser vistas en el lado nocturno del planeta.
- El fondo de la ciudad en la superficie del planeta ha sido mejorada digitalmente y aparece como más realista. A la escena se le agregó un tranvía y personas caminando en el fondo.

## Recepción
Durante el acto final del episodio, el capitán Kirk hace un discurso insistiendo en que la guerra debe ser brutal y sucia para que así sea algo que debe ser evitado. "Destrucción. Muerte. Enfermedades. Horror. Eso es todo lo que la guerra es". Concluye que, al haber convertido la guerra en algo limpio, estéril e indoloro, los dos planetas no se dan cuenta de la verdadera carga que significa ésta.
Zack Handlen de The A.V. Club calificó al episodio con una 'B+'. Describe el relato como "uno de los escenarios clásicos de [Star] Trek poderosamente alegóricos, implausibles desde el sentido común". Handlen critica una premisa que tenía "demasiados agujeros para sostener sus intentos de profundidad" pero alabó la ambición del relato.
El episodio es notable por prever juegos de guerra computacionales entre dos jugadores a vastas distancias, generaciones antes de la invención de Internet y de los juegos de estrategia en línea de muchos jugadores.

## Secuelas
La versión de Star Trek de DC Comics tiene una línea de historias llamada The Trial of Captain Kirk (en castellano: El juicio del capitán Kirk), escrita por Peter David, que contiene continuaciones a muchos episodios de la Serie Original. Se revela aquí que las conversaciones de paz se rompieron, y ocurre una guerra nuclear — obliterando completamente a Véndicar, y convirtiendo a un tercio de Eminiar en tierras baldías radioactivas. Esto fue confirmado en algunos relatos de las antologías de "Strange New Worlds" (en castellano: Extraños Nuevos Mundos), así como la novela Preserver (en castellano: Conservador) escrita por William Shatner, aunque estos relatos no se consideran como canon.